# Burmistrzowie Chojnic

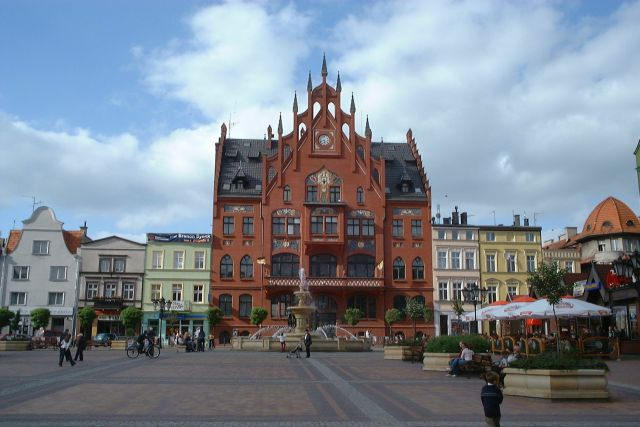
Ratusz w Chojnicach - siedziba Burmistrzów Chojnic

Burmistrz Chojnic – jednoosobowy organ wykonawczy Miasta Chojnice. Kieruje on pracą Urzędu Miejskiego w Chojnicach oraz zarządza Miastem w bieżących sprawach, przygotowuje projekty uchwał Rady Miasta oraz budżetu, a także czuwa nad jego wykonaniem. Jest najwyższym przedstawicielem Miasta. Od 2002 r. jest wybierany przez ogół mieszkańców w bezpośrednich wyborach powszechnych.

## Państwo zakonu krzyżackiego(1309-1466)

### Pierwsi znani burmistrzowie Chojnic
| Lp. | Imię i nazwisko    | Data wzmianki       |
| --- | ------------------ | ------------------- |
| 1.  | Ludeke Pistor      | 1366                |
| 2.  | Hennink Blume      | 1404                |
| 3.  | Kortze Tewes       | 1420                |
| 4.  | Heynrich Swentener | 1436 oraz 1449-1450 |
| 5.  | Hans Vytckow       | 1437 oraz 1439      |
| 6.  | Albertus Wychart   | 1440                |
| 7.  | Jerzy Doner        | 1452                |
| 8.  | Hinritz            | 1453                |

## I Rzeczpospolita(1466-1772)

### Znani burmistrzowie Chojnic
| Lp. | Imię i nazwisko         | Data      |
| --- | ----------------------- | --------- |
| 1.  | Krzysztof Hoppe         | XVII w.   |
| 2.  | Simon Andreas Poltzin   | XVIII w.  |
| 3.  | Daniel Hancke           | XVIII w.  |
| 4.  | Peter Salomon           | XVIII w.  |
| 5.  | Laurentius Tech         | XVIII w.  |
| 6.  | Johann Erdtmann         | XVIII w.  |
| 7.  | Georg Nitz              | XVIII w.  |
| 8.  | Michael Wilke           | XVIII w.  |
| 9.  | Simon Buchholtz         | XVIII w.  |
| 10. | Paul Schnaase           | XVIII w.  |
| 11. | Johann Wolff            | XVIII w.  |
| 12. | Johann Vergin           | XVIII w.  |
| 13. | Johann Andreas Voigt    | XVIII w.  |
| 14. | Martin Kohls            | XVIII w.  |
| 15. | Johann Matthias Lesse   | XVIII w.  |
| 16. | Isaak Gottfried Gödtke  | 1742-1760 |
| 17. | Simon Gottfried Pahncke | XVIII w.  |
| 18. | George Lesse            | XVIII w.  |
| 19. | Esaias Senff            | do 1772   |

## Zabór pruski(1772-1920)

### Burmistrzowie
| Lp.  | Imię i nazwisko         | Od   | Do   |
| ---- | ----------------------- | ---- | ---- |
| 1.   | Johann Heynoff          | 1772 | 1805 |
| 2.   | Wojahn                  | 1805 | 1809 |
| 3.   | Spiller                 | 1809 | 1815 |
| 4.   | Karl Lesse              | 1815 | 1818 |
| 5.   | Burke                   | 1818 | 1824 |
| 6.   | Paul Schwenk            | 1824 | 1848 |
| 7.   | Wilhelm Fuhrmann        | 1850 | 1864 |
| 8.   | Rhode                   | 1866 | 1867 |
| (7.) | Wilhelm Fuhrmann (p.o.) | 1867 | 1869 |
| 9.   | Mühlardt                | 1869 | 1892 |
| 10.  | Eupel                   | 1892 | 1898 |
| 11.  | Deditius                | 1898 | 1915 |
| 12.  | Herman Husmann          | 1915 | 1918 |
| 13.  | Bruno Molkentin         | 1918 | 1920 |

## II Rzeczpospolita(1920-1939)

### Burmistrzowie
| Lp. | Imię i nazwisko     | Od   | Do   |
| --- | ------------------- | ---- | ---- |
| 1.  | Alojzy Sobierajczyk | 1920 | 1934 |
| 2.  | Zdzisław Hanula     | 1934 | 1935 |
| 3.  | Franciszek Sieracki | 1936 | 1939 |

## III Rzesza(1939-1945)

### Burmistrzowie
| Lp. | Imię i nazwisko | Od   | Do   |
| --- | --------------- | ---- | ---- |
| 1.  | Max Kroening    | 1939 | 1945 |

## Polska Rzeczpospolita Ludowa(1945-1990)

### Burmistrzowie
| Lp. | Imię i nazwisko         | Od   | Do   |
| --- | ----------------------- | ---- | ---- |
| 1.  | Roman Wika-Czarnowski   | 1945 | 1945 |
| 2.  | Jan Fons                | 1945 | 1946 |
| 3.  | Franciszek Bonin (p.o.) | 1946 | 1946 |
| 4.  | Roman Majewski          | 1946 | 1949 |
| 5.  | Franciszek Szczodrowski | 1949 | 1950 |

### Przewodniczący Miejskiej Rady Narodowej
| Lp. | Imię i nazwisko     | Od   | Do   |
| --- | ------------------- | ---- | ---- |
| 1.  | Stanisław Rolbiecki | 1950 | 1973 |

### Naczelnicy Miasta
| Lp. | Imię i nazwisko    | Od   | Do   |
| --- | ------------------ | ---- | ---- |
| 1.  | Irena Klajna       | 1974 | 1975 |
| 2.  | Tadeusz Przytarski | 1975 | 1981 |
| 3.  | Jerzy Szczukowski  | 1981 | 1985 |
| 4.  | Jerzy Badziąg      | 1985 | 1988 |
| 5.  | Antoni Szlanga     | 1988 | 1990 |

## III Rzeczpospolita(od 1990)

### Burmistrzowie
| Lp. | Imię i nazwisko                      | Od   | Do    |
| --- | ------------------------------------ | ---- | ----- |
| 1.  | Leszek Chamier Cieminski (1956–2018) | 1990 | 1992  |
| 2.  | Edmund Pytel (1933–2019)             | 1992 | 1993  |
| 3.  | Andrzej Gąsiorowski (ur. 1954)       | 1993 | 1998  |
| 4.  | Arseniusz Finster (ur. 1964)         | 1998 | nadal |